# Gare de Beaurainville
La gare de Beaurainville est une gare ferroviaire française de la ligne de Saint-Pol-sur-Ternoise à Étaples, située sur le territoire de la commune de Beaurainville, dans le département du Pas-de-Calais, en région Hauts-de-France.
C'est une halte voyageurs de la Société nationale des chemins de fer français (SNCF), desservie par des trains TER Hauts-de-France.

## Situation ferroviaire
Établie à 16 mètres d'altitude, la gare de Beaurainville est située au point kilométrique (PK) 112,8 de la ligne de Saint-Pol-sur-Ternoise à Étaples, entre les gares ouvertes de Maresquel et de Brimeux.

## Histoire

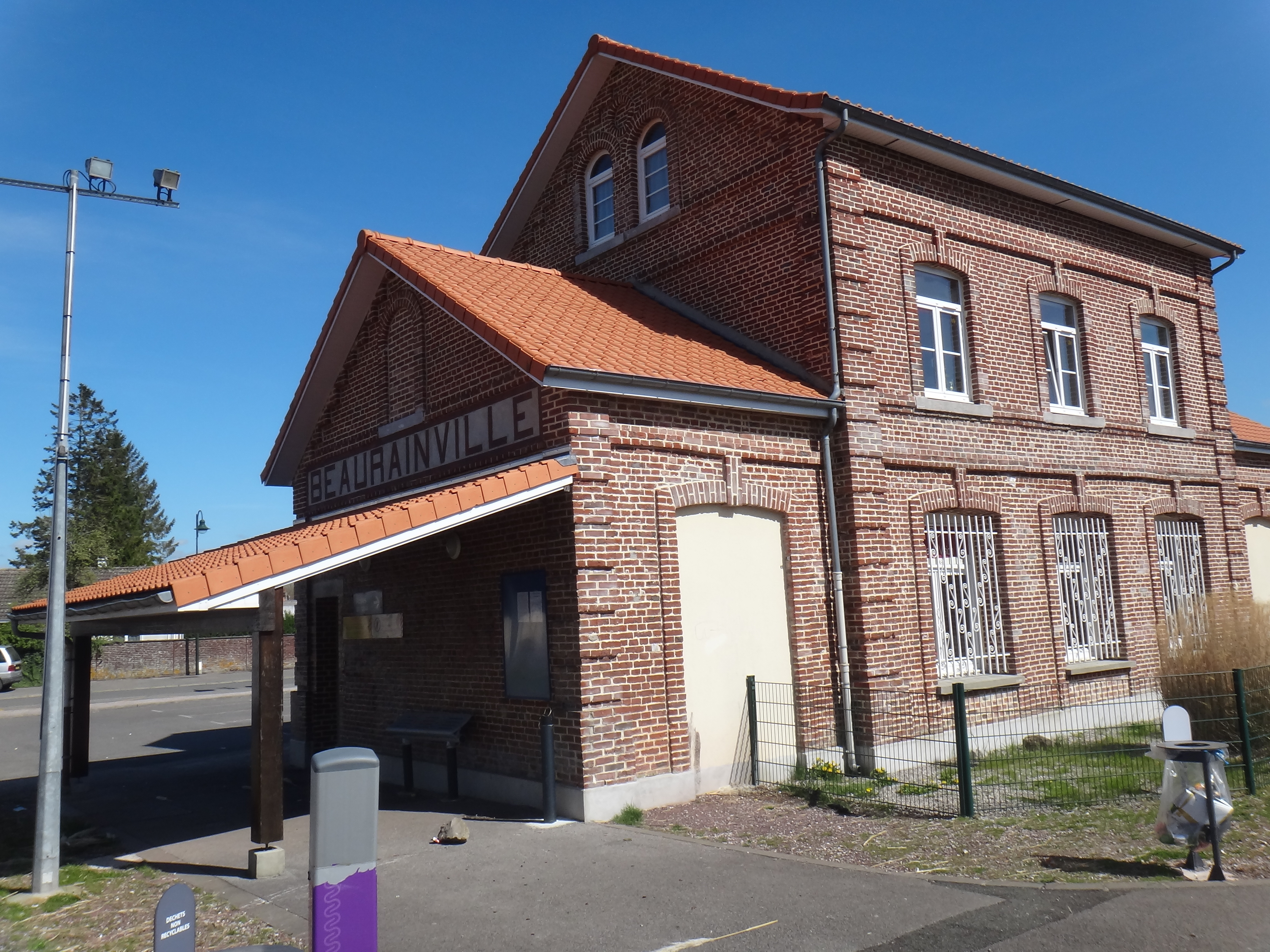
La gare, côté voies.

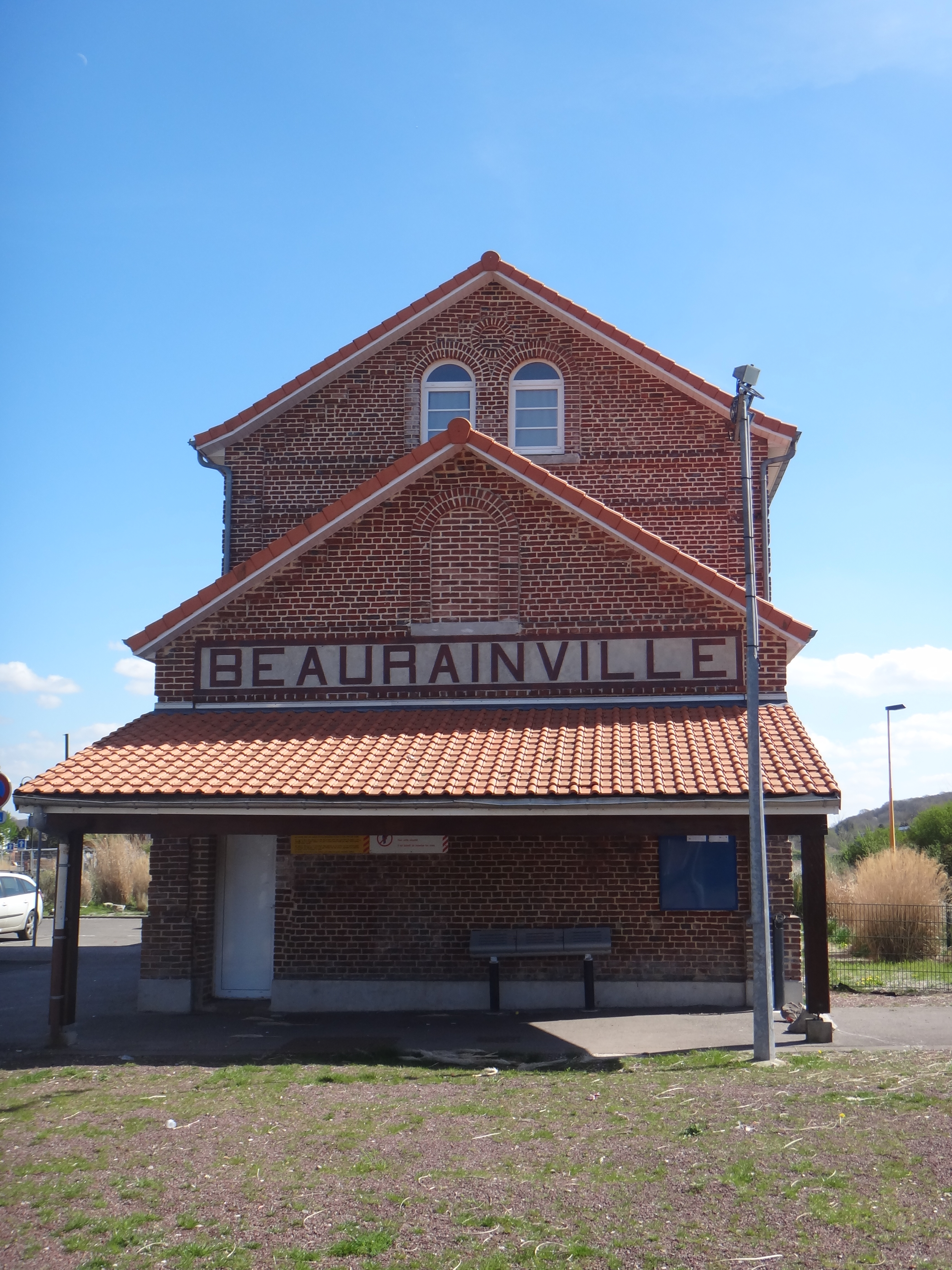
Pignon de la gare, devenue commerce.

## Service des voyageurs

### Accueil
Halte SNCF, c'est un point d'arrêt non géré (PANG) à accès libre.

### Desserte
Beaurainville est desservie par des trains TER Hauts-de-France, qui effectuent des missions entre les gares de Saint-Pol-sur-Ternoise et d'Étaples - Le Touquet.

### Intermodalité
Un parc à vélos et un parking sont aménagés.